# Bimbisani & belli
 Bimbisani & belli  è una pubblicazione mensile italiana edita dal 1993 da Unistar S.r.l.

## Contenuti della rivista
Si rivolge alle donne in gravidanza e alle neomamme, trattando i problemi e dubbi che riguardano la gravidanza, la nascita e i primi anni di vita di un bambino.
I temi affrontati riguardano il cambiamento fisico ed emotivo della donna, i problemi di salute e benessere che accompagnano l'attesa del parto, i suggerimenti e le diete per ritornare in forma, le cure e l'alimentazione del bebè.
La rivista si occupa anche della fase successiva al parto con approfondimenti sull'educazione dei figli e sulle dinamiche sociali e psicologiche che intervengono negli equilibri di coppia.
È strutturato in news dal mondo dei più piccoli, rubriche e approfondimenti sull'attualità e sul benessere e consigli sullo shopping e l'alimentazione per madri e bebè.